# Chironomus fraternus
Chironomus fraternus är en tvåvingeart som beskrevs av Wulker 1991. Chironomus fraternus ingår i släktet Chironomus och familjen fjädermyggor.
Artens utbredningsområde är Finland. Arten är reproducerande i Sverige. Inga underarter finns listade i Catalogue of Life.